# Fundo Soberano Do Brasil
Der Fundo Soberano do Brasil (FSB; deutsch: Staatsfonds Brasiliens; englisch: Sovereign Fund of Brazil) war der Staatsfonds von Brasilien, der am 24. Dezember 2008 gegründet und am 20. September 2019 aufgelöst wurde.

## Geschichte
Der Fonds war eine nicht auf Rohstoffe ausgerichtete Institution, die nationale Unternehmen bei ihren Exportaktivitäten unterstützen und darüber hinaus als Mechanismus für eine antizyklische Entwicklung fungieren sollte, indem er Investitionen in Projekte von strategischem Interesse für Brasilien im In- und Ausland förderte.
Am Tag seiner Gründung war der Fonds mit 14,243 Milliarden R$ ausgestattet.
Aufgrund der nationalen Bedeutung der Fondsaktivitäten setzte sich sein Beirat aus den Planungs- und Finanzministern der Regierung sowie dem Präsidenten der Zentralbank Brasiliens zusammen. Dieser Beirat war für die Genehmigung der allgemeinen Richtlinien und Ziele der Investitionen des FSB verantwortlich. Das brasilianische Finanzministerium war für die Verwaltung des Fonds verantwortlich. Der Fonds hielt den Großteil seiner Einnahmen in Staatsanleihen und widersetzte sich damit dem Trend unter den Staatsfonds weltweit, in Private Equity, ausländische Immobilien und öffentliche Wertpapiere anderer Länder zu investieren. 
Eine riskante und massive Investition in Petrobras-Aktien zur Förderung der Salzexploration im Atlantik einen Verlust von 4,4 Milliarden Real aufgrund des 40-prozentigen Rückgangs des Marktwerts des Unternehmens. Nach diesem Fiasko wurde der Fonds im September 2019 im Zuge der staatlichen Bemühungen zur Wiedereröffnung der Wirtschaft endgültig geschlossen.
Im Jahr 2021 gab es Überlegungen, den Staatsfonds neu aufzulegen.